# Piula correndera
La piula correndera (Anthus correndera) és un ocell de la família dels motacíl·lids (Motacillidae).

## Hàbitat i distribució
Habita zones obertes a les muntanyes del centre del Perú, centre i sud-oest de Bolívia, sud-est del Brasil, i Uruguai, cap al sud, a través de Xile i l'Argentina fins a la Terra del Foc i les illes Malvines. En hivern arriba al nord-est de l'Argentina i sud-est del Brasil.